# Kim Novak

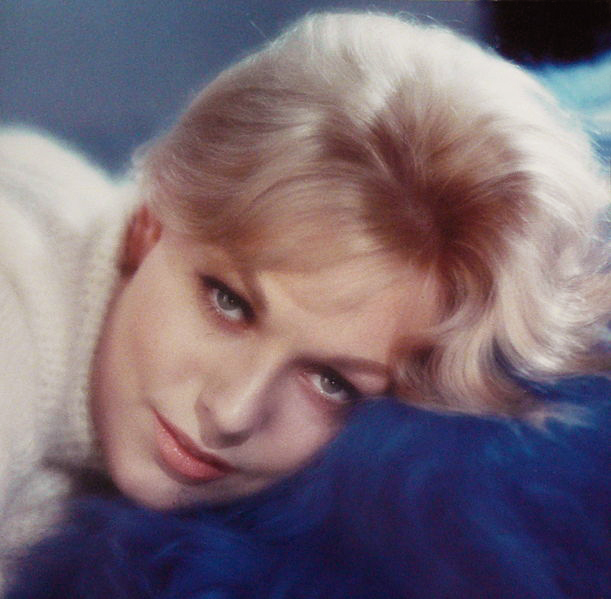
Kim Novak, Los Angeles 1962

Kim Novak (n. 13 februarie 1933, Chicago, Illinois, SUA) s-a născut în Chicago, Ilinois, SUA cu numele Marilyn Pauline Novak.  Părinții ei au fost profesori la o școală elementară. Din 1976 este căsătorită cu medicul veterinar Robert Malloy, cu șapte ani mai tânăr ca ea, cu care s-a retras la o fermă din Oregon unde cresc cai și lame. Pictează, sculptează, călătorește și schiază cu soțul ei.
Sex simbol al anilor '60, joacă în 1978 în Just a gigolo alături de David Bowie. În alte pelicule a mai jucat de parteneri celebri ca Frank Sinatra, Dean Martin, Lawrence Harvey.
Înainte de căsătorie a avut o relație amoroasă cu Sammy Davis jr care, la presiunea studiourilor cu care avea contract, nu a durat pe pretext rasial, actorul fiind afro-american. 

## Filmografie
| an   | Titlu                                   | Rol                                      | Note                    |
| ---- | --------------------------------------- | ---------------------------------------- | ----------------------- |
| 1954 | The French Line                         | Model                                    | nemenționată            |
| 1954 | Pushover                                | Lona McLane                              |                         |
| 1954 | Phffft                                  | Janis                                    |                         |
| 1955 | Son of Sinbad                           | Harem Girl                               | nemenționată            |
| 1955 | 5 Against the House                     | Kay Greylek                              |                         |
| 1955 | Picnic                                  | Marjorie "Madge" Owens                   |                         |
| 1955 | The Man with the Golden Arm             | Molly Novotny                            |                         |
| 1956 | The Eddy Duchin Story                   | Marjorie Oelrichs                        |                         |
| 1957 | Jeanne Eagels                           | Jeanne Eagels                            |                         |
| 1957 | Pal Joey                                | Linda English                            |                         |
| 1958 | Vertigo                                 | Judy Barton / Madeleine Elster           |                         |
| 1958 | Bell, Book and Candle                   | Gillian "Gil" Holroyd                    |                         |
| 1959 | Middle of the Night                     | Betty Preisser                           |                         |
| 1960 | Strangers When We Meet                  | Margaret "Maggie" Gault                  |                         |
| 1960 | Pepe                                    | rolul ei                                 | Cameo                   |
| 1962 | The Notorious Landlady                  | Mrs. Carlyle "Carly" Hardwicke           |                         |
| 1962 | Boys' Night Out                         | Cathy                                    |                         |
| 1964 | Of Human Bondage                        | Mildred Rogers                           |                         |
| 1964 | Kiss Me, Stupid                         | Polly the Pistol                         |                         |
| 1965 | The Amorous Adventures of Moll Flanders | Moll Flanders                            |                         |
| 1968 | The Legend of Lylah Clare               | Lylah Clare/Elsa Brinkmann/Elsa Campbell |                         |
| 1969 | The Great Bank Robbery                  | Sister Lyda Kebanov                      |                         |
| 1973 | Tales That Witness Madness              | Auriol Pageant                           | Segmentul #4 "Luau"     |
| 1973 | The Third Girl from the Left            | Gloria Joyce                             | film tv                 |
| 1975 | Satan's Triangle                        | Eva                                      | film tv                 |
| 1977 | The White Buffalo                       | Mrs. Poker Jenny Schermerhorn            | Alt titlu: Hunt to Kill |
| 1979 | Just a Gigolo                           | Helga von Kaiserling                     |                         |
| 1980 | The Mirror Crack'd                      | Lola Brewster                            |                         |
| 1983 | Malibu                                  | Billie Farnsworth                        | film tv                 |
| 1990 | The Children                            | Rose Sellars                             |                         |
| 1991 | Liebestraum                             | Lillian Anderson Munnsen                 | ultimul ei rol          |